# Catechumeen

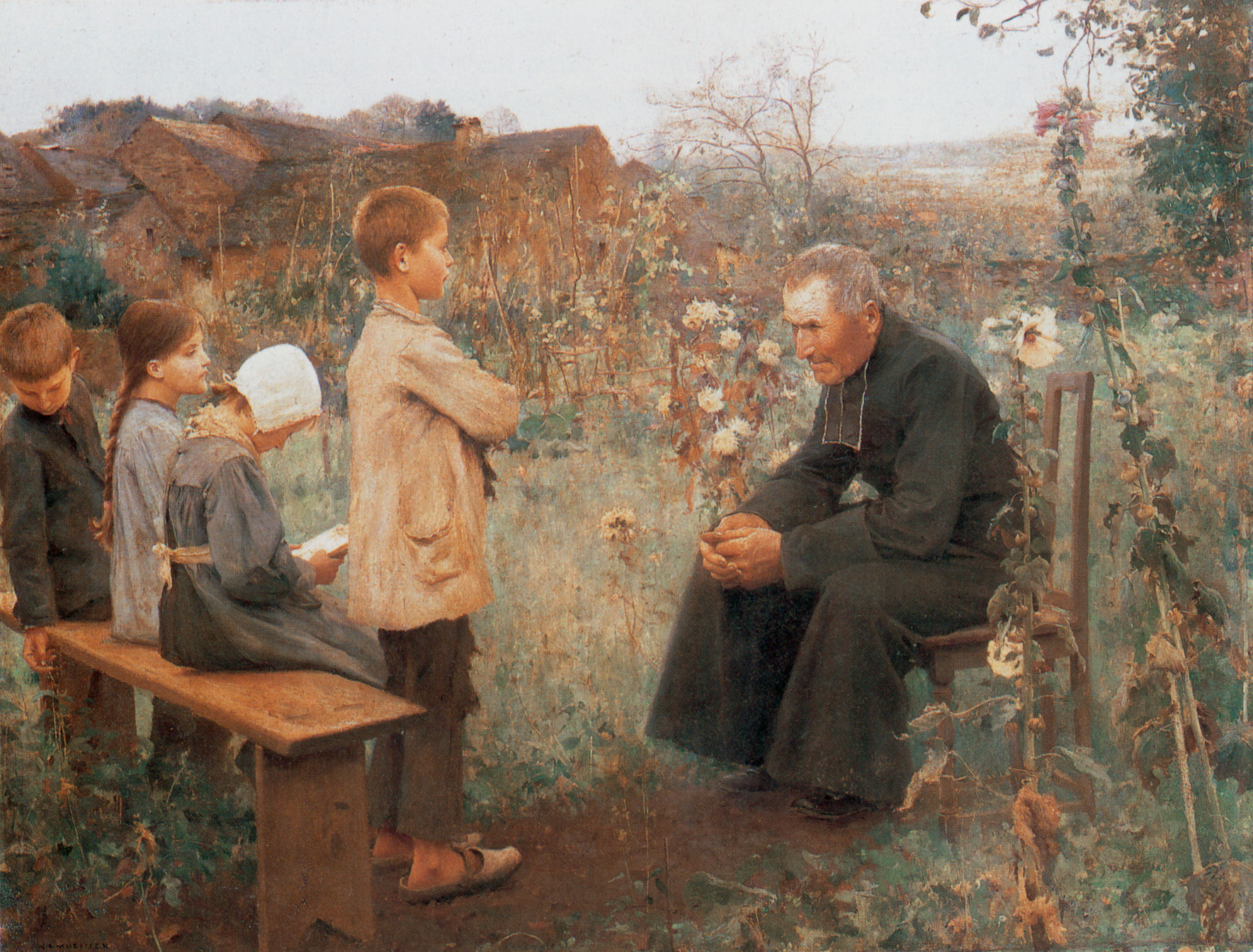

Een catechumeen of doopleerling is binnen het christendom iemand die zich voorbereidt op zijn doopsel (of vormsel). Het woord is verwant met catechese, het opvoeden tot geloof.

## Geschiedenis
In de vroegste periode van de Kerk, toen hele gebieden gekerstend werden, gebeurde het veel vaker dan in de huidige tijd dat volwassenen gedoopt werden.  Deze volwassenen kregen ter voorbereiding op het doopsel onderricht in de christelijke leer en werden catechumenen genoemd. Catechumenen mochten enkel het eerste deel van de mis bijwonen, waar uit de schrift werd gelezen en deze lezingen werden toegelicht. Het tweede deel van de mis (de dienst van het altaar) was voorbehouden voor de gedoopten. In de oudste kerken vindt men bij de ingang nog vaak een narthex, waar de catechumenen plaatsnamen.
De veertigdagentijd, de voorbereidingstijd op Pasen, was voor de catechumenen uit die jonge Kerk een intense voorbereidingsperiode op hun doopsel, vormsel en eerste communie. Zij werden begeleid door twee gedoopte christenen, die hun peter en meter waren.

## Tegenwoordig
Naarmate de Kerk groeide werden in christelijke regio's vrijwel allen reeds als kind gedoopt. Het catechumenaat voor volwassenen, als voorbereidingsperiode op het doopsel, kwam daardoor minder frequent voor.
Maar in onze huidige tijd kent het catechumenaat een heropbloei. Veel kinderen worden immers niet meer gedoopt. En soms gebeurt het dat zij op latere leeftijd toch christen willen worden. Zo bestaat in Vlaanderen en Nederland het catechumenaat als een fase voor volwassenen die gedoopt en/of gevormd willen worden. Vaak is dit naar aanleiding van het kerkelijk huwelijk tussen een gedoopte en een ongedoopte verloofde. In verschillende bijeenkomsten wordt dan het rooms-katholieke geloof toegelicht. Vaak is de reeds gedoopte verloofde dan peter of meter voor zijn toekomstige bruid of bruidegom.
Ook tegenwoordig vindt het catechumenaat bij voorkeur plaats in de veertigdagentijd. Op Aswoensdag worden de doopleerlingen aan de kerkgemeenschap voorgesteld. Tevens ontvangen zij een exorcisme en worden zij gezalfd met de catechumenenolie. In de Paaswake worden zij gedoopt.